# Antonio Abenoza
Antonio Abenoza (Alcolea de Cinca, 16 settembre 1926 – Witry-lès-Reims, 26 giugno 1953) è stato un calciatore spagnolo, di ruolo portiere.

## Biografia
Morì in un incidente stradale che coinvolse anche la sua fidanzata, Francis Méano (attaccante dello Stade Reims), moglie e padre di quest'ultimo e altre due persone.

## Palmarès

### Club

#### Competizioni nazionali
- Campionato francese: 1

Stade Reims: 1948-1949
- Coppa di Francia: 1

Stade Reims: 1949-1950